# Michael Ginsburg

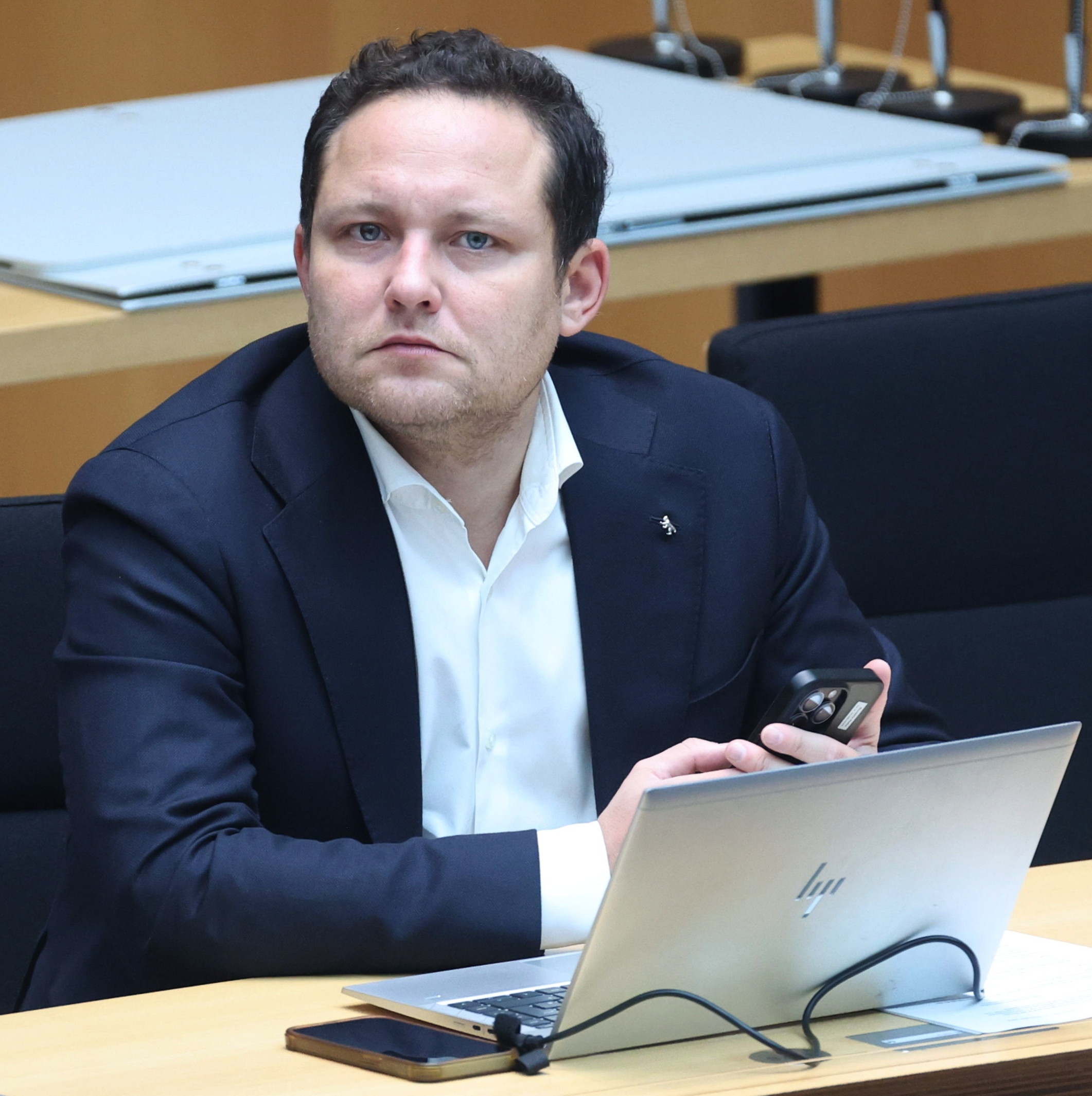
Michael Ginsburg (2024)

Michael Ginsburg (* 13. Januar 1984 in Moskau, Sowjetunion) ist ein deutscher Schauspieler und Journalist.

## Leben
Ginsburg ist in Berlin aufgewachsen. Erste kleinere Rollen hatte er bereits als 14-Jähriger in Kurzfilmen („Tip Top“ Hessischer Rundfunk). 2000 stand er auch in Der Revisor auf der Theaterbühne. Nachdem Ginsburg bereits in einigen Filmen und Fernsehserien zu sehen war, nahm er 2005 Schauspielunterricht bei Lilli Pesch und Gitta Schweighöfer in Berlin. 2006 agierte er an der Seite von Veronica Ferres und Jürgen Tarrach in Neger, Neger, Schornsteinfeger!. 
Ginsburg machte von 2013 bis 2015 das Volontariat bei der Axel-Springer-Akademie. Anschließend war er von 2015 bis 2016 Redakteur bei Die Welt. Im Juli 2017 wurde er unter Direktor Hubertus Knabe der Leiter für Kommunikation und Internationale Beziehungen der Gedenkstätte Berlin-Hohenschönhausen. Im Februar 2020 wechselte er als Referent für politische Inhalte zum Berliner Landesverband der CDU. Dort stieg er im März 2022 zum stellvertretenden Pressesprecher und im Juni 2022 schließlich zum Pressesprecher auf. Von April 2023 bis Juni 2023 war er kommissarischer Sprecher des Berliner Senates. Sprecherin des Senates wurde Christine Richter. Ginsburg wurde am 1. Juli 2023 Pressesprecher in der Berliner Senatskanzlei.

## Filmografie
- 1998: Tip Top
- 2001: Klassenfahrt
- 2002: Tatort – Zartbitterschokolade
- 2004: Max und Moritz Reloaded
- 2004: Pfarrer Braun
- 2004: Polizeiruf 110
- 2004: Küstenwache
- 2005: Prinzessin
- 2005: Allein unter Töchtern
- 2005: SOKO Leipzig
- 2006: Neger, Neger, Schornsteinfeger!
- 2007: Die Flucht
- 2007: R.I.S.: Flucht in den Tod
- 2007: Mein Leben & Ich
- 2007: Notruf Hafenkante: Grenzgänger
- 2008: Teenage Angst
- 2008: Im Angesicht des Verbrechens
- 2009: Schicksalsjahre
- 2012: Der letzte Bulle (Fernsehserie, 1 Folge)
- 2014: Küstenwache (Fernsehserie, 1 Folge)